# Fagundes Varela
Fagundes Varela är en kommun i Brasilien.   Den ligger i delstaten Rio Grande do Sul, i den södra delen av landet, 1 500 km söder om huvudstaden Brasília. Antalet invånare är 2 579.
I omgivningarna runt Fagundes Varela växer i huvudsak städsegrön lövskog. Runt Fagundes Varela är det ganska glesbefolkat, med 35 invånare per kvadratkilometer.